# Блажкевич Іван Андрійович

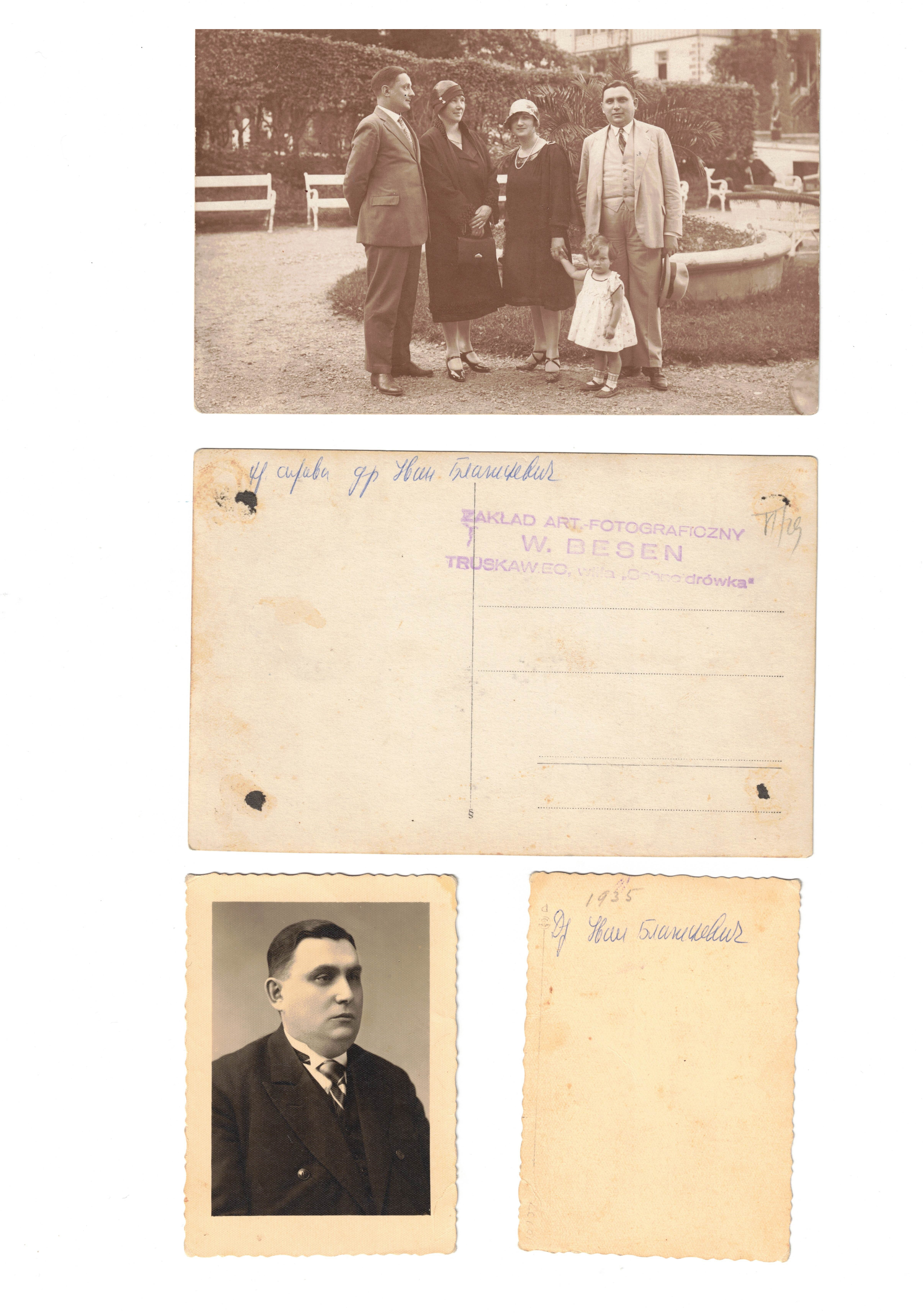
Д-р Іван Блажкевич. Трускавець. 30-ті роки ХХст.

Іва́н Андрі́йович Блажке́вич (1892, с. Воля Якубова Дрогобицького повіту Галичини — 1969, м. Львів)  — український політичний і громадський діяч, правознавець.

## Життєпис
Блажкевич Іван Андрійович народився 1892 р. у селі Воля Якубова Дрогобицького повіту у багатодітній сім'ї. Був дворідним братом Андрія Мельника, голови проводу ОУН.
Початкову освіту здобув у рідному селі. Після закінчення Дрогобицької гімназії студіював право у Віденському університеті, який успішно закінчив, здобувши фах правника. Навчався також у Віденській Торговельній академії.

 
Після навчання у Відні повернувся до Дрогобича, де, відбувши приписану адвокатську практику і склавши адвокатський іспит, відкрив власну адвокатську канцелярію. Рівночасно проводив активну громадську діяльність, зокрема у товаристві «Просвіта». З огляду на його високі правничу кваліфікацію, морально-етичні засади і патріотизм керівництво партії УНДО запропонувало йому кандидувати з рамена партії на посла до польського парламенту. Спочатку він відмовився з аргументом: «не хочу … у виборчій кампанії обіцювати селянам те, чого вони хотіли би, а чого дати їм не можу». Та після нагадування про обов'язок служити суспільству, погодився.

Українська Парляментарна Репрезентація на Конґресі Міжпарляментарної Унії 1928 року в Берліні. Іван Блажкевич стоїть у першому ряді другим справа

1928 року переміг на виборах до польського сейму від партії УНДО. Українська Парляментарна Репрезентація делегувала його як найкращого правника до правничої комісії сейму. Своєю активною діяльністю в правничій комісії, ерудованістю, чіткістю формулювань здобув авторитет серед колег та журналістів. Згодом відійшов від партії УНДО через угодовську, на його думку, позицію партії в українсько-польському протистоянні. Залишаючись у рядах опозиції продовжував боронити права українців у польському сеймі. 1928–30 — посол до польського сейму. Було вчинено невдалий замах, причиною якого була його принципова позиція в захисті інтересів українців. У середині тридцятих років був арештований польською окупаційною владою і перебував під арештом коло шести місяців у Самбірській тюрмі.
1939 року на пропозицію німецької окупаційної влади відмовився очолити міську управу Дрогобича. У вересні був арештований органами НКВД і до 1941 року поневірявся без суду в тюрмах Дрогобича, Самбора, Старобільська (Донеччина). У червні 1941 року з тюрми був висланий в Казахстан, Кустанайську область, де тривалий час працював сторожем у колгоспі. Його дружина Наталія, з родини Кашуб (м. Дрогобич), ще у 1940 році разом з мамою була вислана в Казахстан, Кустанайську область. Повернулася вона додому у Дрогобич з матір'ю у 1945 році. Через рік відпустили з каторги і виснаженого недолею Івана Блажкевича.

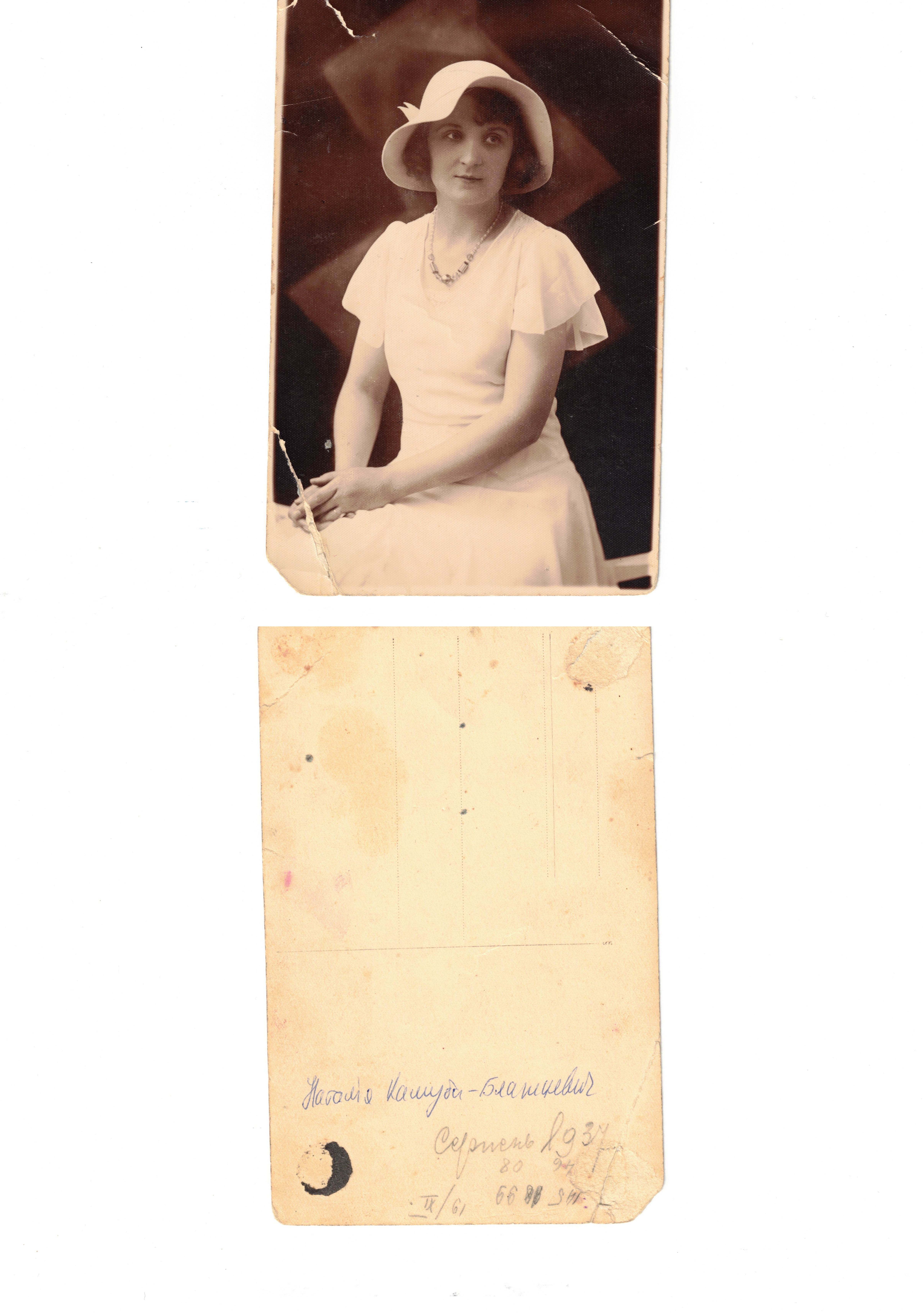
Наталія Блажкевич, з родини Кашуб, донька Теодора і Євфемії. Фото 30-х років ХХст.

Згодом він з дружиною переїздить до Львова. Там йому запропонували роботу адвоката, від якої він відмовився. Працював бібліотекарем у середній школі № 44 імені Тараса Григоровича Шевченка, дружина — секретаркою. Проживали до смерті у Львові по вулиці Маркіяна Шашкевича, 2 у комунальній квартирі на чотири сім'ї.
Іван Блажкевич помер у Львові 5 жовтня 1969 року. Похований на Янівському цвинтарі, поле № 8.
Наталія Теодорівна Блажкевич (до шлюбу Кашуба) померла у Львові у 1975 році. Похована у Львові на Янівському цвинтарі, поруч з чоловіком і матір'ю Кашубою Євфемією Іванівною (до шлюбу Круліцька), поле № 8. Поруч похована братова Кашуба Михайлина Андріївна (до шлюбу Варивода). 
Нащадки проживають у Львові (Україна), Стокгольмі (Швеція), Баффало (США) та Торонто (Канада).